# Кшеве-Мале
Кшеве-Мале (пол. Krzewie Małe) — село в Польщі, у гміні Ольшина Любанського повіту Нижньосілезького воєводства.
Населення — 150 осіб (2011).
У 1975-1998 роках село належало до Єленьоґурського воєводства.

## Демографія
Демографічна структура станом на 31 березня 2011 року:
|          | Загалом | Допрацездатний вік | Працездатний вік | Постпрацездатний вік |
| -------- | ------- | ------------------ | ---------------- | -------------------- |
| Чоловіки | 68      | 10                 | 53               | 5                    |
| Жінки    | 82      | 22                 | 46               | 14                   |
| Разом    | 150     | 32                 | 99               | 19                   |